# Charles W. Gates
Charles Winslow Gates, född 12 januari 1856 i Franklin i Vermont, död 1 juli 1927 i Franklin i Vermont, var en amerikansk republikansk politiker och affärsman. Han var guvernör i delstaten Vermont 1915–1917.
Gates arbetade som lärare och blev senare bankdirektör. Han grundade 1895 telefonbolaget Franklin Telephone Company.
Gates vann guvernörsvalet 1914 och efterträdde 1915 Allen M. Fletcher som guvernör. Efter en mandatperiod som guvernör återvände han till näringslivets tjänst.
Kongregationalisten Gates gravsattes på Maple Grove Cemetery i Franklin.